# Raphael E. Cuomo

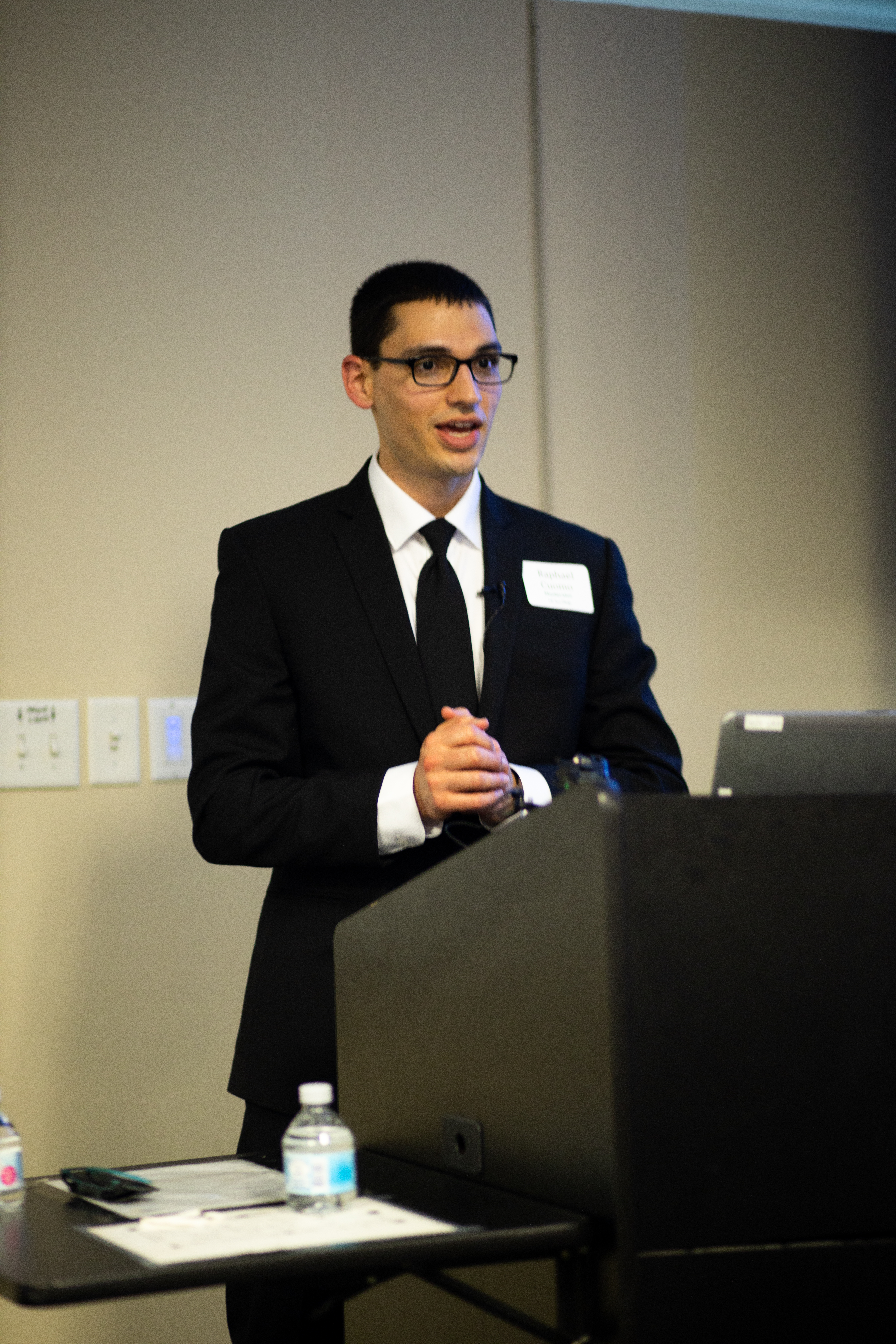
Raphael E. Cuomo

Raphael E. Cuomo (* 1988) ist ein amerikanischer Biomediziner und Professor an der School of Medicine der University of California, San Diego (UCSD). Er ist bekannt für seine Anwendungen von Biostatistik und Gesundheitsinformatik auf verschiedene globale Gesundheitsherausforderungen, insbesondere die Krebs-Epidemiologie und tabakbedingte Gesundheitsungleichheiten. Cuomo ist Fellow der Royal Society for Public Health und Mitglied der ehrenhalber verliehenen Delta Omega Gesellschaft. Er ist von der National Board of Public Health Examiners (NBPHE) im Bereich Public Health zertifiziert.

## Forschung
Cuomos Forschung befasst sich mit wichtigen globalen Gesundheitsherausforderungen, indem sie Epidemiologie, Biostatistik und Politikanalyse integriert:
- Krebs-Epidemiologie: Cuomo untersuchte die Zusammenhänge zwischen geringer ultravioletter B-Strahlung und Krebsarten wie Darmkrebs, Bauchspeicheldrüsenkrebs, und Leukämie. Seine Ergebnisse, die auf meteorologischen Daten der NASA basieren, unterstützten Hypothesen, dass ein Vitamin-D-Mangel zur Krebsprogression beiträgt.[4][5]
- Tabakkontrolle und E-Zigaretten: Cuomo analysierte Online-Marketingpraktiken für E-Zigaretten und Tabakprodukte und identifizierte Trends im digitalen Engagement sowie gesundheitliche Risiken.[6][7]
- Klinische Informatik: Cuomos Arbeit umfasst Analysen zur Rolle von Serum-Calcifediol und Sterblichkeitsrisiken bei Patienten mit Darmkrebs, rassische Unterschiede im Überleben bei Leberzirrhose bei Personen mit Alkoholmissbrauch sowie die gesundheitlichen Auswirkungen von Substanzmissbrauch bei Krebspatienten.[8][9][10]
- Gesundheitspolitik: Cuomo wandte maschinelles Lernen an, um Opioidmissbrauch zu bewerten, und entwickelte Kostenmodelle für die Krebsbehandlung in Entwicklungsländern.[11][12]

Cuomo ist außerdem Autor des Buches Public Health Perceptions of American Youth, das zentrale Fragen der öffentlichen Gesundheit behandelt, die die Jugend in den Vereinigten Staaten betreffen.

## Redaktionelle Rollen
Cuomo ist Abschnittsherausgeber für JMIR Infodemiology und betreuender Redakteur für Frontiers in Public Health. Außerdem ist er als Peer-Reviewer für mehrere Fachzeitschriften tätig, darunter JAMA Pediatrics.

## Rezeption in den Medien
Cuomo wurde von zahlreichen internationalen Medien zitiert, und seine Forschung wurde von diesen aufgegriffen. Dazu gehören:
- Newsweek: Berichterstattung über seine Studien zu den gesundheitlichen Auswirkungen von E-Zigaretten.[15]
- SciTech: Berichterstattung über Ergebnisse, die inverse globale Zusammenhänge zwischen Sonneneinstrahlung und Darmkrebs zeigen.[16]
- American Association  for the Advancement of Science: Erkenntnisse zu Bauchspeicheldrüsenkrebs und UV-Strahlung.[17]
- New Telegraph: Forschung zu Vitamin-D-Mangel und erhöhtem Darmkrebsrisiko.[18]
- Securing Industry: Analyse zur Exposition gegenüber gefälschten Krebsmedikamenten.[19]
- Medical News Today: Berichterstattung über Forschungsergebnisse, die den Einfluss des Alters auf die biologischen Effekte von Calcidiol zeigen.[20]
- NBC News: Erkenntnisse zur öffentlichen Interaktion mit unregulierten Cannabis-Märkten.[21]

Darüber hinaus haben mehrere von Cuomos Forschungsergebnissen bemerkenswerte Aufmerksamkeit in den sozialen Medien erlangt, darunter seine Erkenntnisse zu Vitamin D, dem Online-Marketing von E-Zigaretten, dem altersbedingten Stoffwechsel von Calcidiol, und nikotinbedingten Vergiftungen.